# Чарльз Батлер Маквей
Чарльз Батлер Маквей III (31 серпня 1898 — 6 листопада 1968) — американський морський офіцер та командир крейсера USS Indianapolis, під час затоплення корабля у бою 1945 року, коли загинуло багато моряків корабля. З усіх капітанів в історії ВМС Сполучених Штатів він єдиний був підданий військовому суду за втрату корабля, затопленого у результаті бою під час війни, незважаючи на те, що він виконував надсекретне завдання, зберігаючи радіомовчання (навіть, попри свідчення японського командира, який потопив його корабель, також виправдовує Маквея). Після багатьох років психічних проблем він покінчив з життям у віці 70 років. Після багаторічних зусиль тих, хто вижив, щоб очистити своє ім'я, Маквей був посмертно виправданий 106-м Конгресом Сполучених Штатів та президентом Біллом Клінтоном 30 жовтня 2000 року.

## Освіта та кар'єра
Чарльз Батлер Маквей III народився в Ефраті, штат Пенсильванія, 31 серпня 1898 року в сім'ї військово-морського флоту. Його батько, Чарльз Батлер Маквей-молодший (1868–1949), командував нижнім Янктоном під час круїзу Великого Білого флоту (1907–1909), був адміралом ВМС США під час Першої світової війни та служив командувачем Головного Азіатського флоту на початку 1930-х років.
Чарльз III у 1920 році закінчив Військово-морську академію США в Аннаполісі, штат Меріленд. Перш ніж прийняти командування  кораблем «Індіанаполіс» у листопаді 1944 року, Маквей був головою Об’єднаного розвідувального комітету Об’єднаного комітету начальників штабів у Вашингтоні, округ Колумбія, вищого розвідувального підрозділу союзників. На початку Другої світової війни він був нагороджений Срібною зіркою за прояв мужності під обстрілом.
Маквей командував корабелем під час вторгнення на Іводзіму, потім бомбардування Окінави навесні 1945 року, під час якого зенітні гармати «Індіанаполіса» збили сім ворожих літаків до того, як 31 березня корабель був вражений камікадзе, завдавши значних втрат, у тому числі вісім загиблих, та пробоїна в корпусі корабля. Маквей успішно повернув корабель на острови Маре в Каліфорнії для ремонту.

## Потоплення «Індіанаполіса»
Пізніше того ж року «Індіанаполіс» отримав наказ перевезти деталі та ядерний матеріал на Тініан для використання в атомних бомбах, які незабаром мали бути скинуті на Хіросіму та Нагасакі. Після доставки надсекретного вантажу судно було в дорозі, щоб доповісти на подальше чергування біля Окінави.
Рано вранці 30 липня 1945 року човен був атакований японським підводним човном І-58 під командуванням Мочіцури Хашимото. Хашимото запустив шість торпед, двічі влучили в "Індіанаполіс", перша пошкодила носову частину корабля, понад сорок футів, друга влучила в правий борт на рамі сорок (під мостом). "Індіанаполіс" негайно нахилився на п’ятнадцять градусів, перекинувся та затонув протягом 12 хвилин. З екіпажу в 1195 осіб загинуло 879.

## Запізнілий порятунок
Близько 300 з 1196 осіб на борту або загинули під час першої атаки, або опинилися в пастці під палубою та потонули, коли відсіки були зачинені, щоб запобігти затопленню. Решта екіпажу, близько 900 чоловік, змогли покинути корабель. Деякі з них залишилися плавати у воді, багато хто без рятувальних човнів та жилетів, поки через чотири дні (100 годин) не було завершено порятунок 316 тих, хто вижив. Через протокол військово-морського флоту щодо секретних місій, судно не було повідомлено нікого, тому порятунок прийшов лише після того, як виживші були помічені пілотом лейтенантом Вілбером (Чак) Гвінном та другим пілотом лейтенантом Ворреном Колвеллом під час звичайного патрульного польоту. Серед тих, хто залишив корабель, більшість померли через травми, отримані на борту корабля, зневоднення, виснаження, вживання солоної води та напади акул. Море було тихим, але видимість була поганою. «Індіанаполіс» рухався зі швидкістю 15,7 вузлів (29,1 км/год). Коли судно не прибуло до Лейте 31-го числа, як було заплановано, не надходило жодного повідомлення про його зникнення. Пізніше, це упущення було офіційно зафіксовано як «нерозуміння системи звітів про рух».

## Дискусія
Маквей був поранений, але вижив й був серед врятованих. Він неодноразово запитував військово-морський флот, чому потрібно було чотири дні, щоб врятувати його людей, але так й не отримав відповіді. Військово-морський флот довго стверджував, що повідомлення SOS ніколи не отримували, оскільки корабель працював за політикою радіомовчання. Розсекречені записи показують, що три екстренні повідомлення були отримані окремо, але жодне з них не було прочитано та взято до уваги, оскільки один командир був п'яний, інший вважав, що це японська хитрість, а третій віддав наказ не турбувати його.
Після того, як слідчий суд ВМС рекомендував віддати Маквея до військового суду за втрату «Індіанаполіса», адмірал Честер Німіц не погодився й замість цього видав капітану догану. Адмірал Ернест Кінг скасував рішення Німіца та рекомендував військовий трибунал, який пізніше скликав міністр ВМС Джеймс Форрестол. Маквея звинуватили в тому, що він не рухався зигзагом й не віддав наказ залишити вчасно корабель. Попередні відомості про японські підводні човни, які були виявлені в цьому районі, були приховані від суду та від Маквея перед відпливом. Після засудження Маквея та нездатність рухатися зигзагом, адмірал Кінг рекомендував відмінити покарання.
Хашимото, командир японського підводного човна, який потопив "Індіанаполіс", зафіксував, що видимість була хорошою, він зміг би націлитися та затопити Індіанаполіс. Він також засвідчив, що зигзагування не допомогло, він би все одно потопив Індіанаполіс. Американські фахівці з підводних човнів засвідчили, що «зигзагування» було незначною перевагою для ухилення від підводних човнів противника. Незважаючи на ці свідчення, офіційне рішення полягало в тому, що видимість була хороша, і суд визнав Маквея винним у тому, що він не зробив зигзаг.
Додатковим моментом суперечки є докази того, що адмірали ВМС Сполучених Штатів були відповідальними за те, що піддавали корабель небезпеці. Наприклад, Маквей запросив супровід есмінця для Індіанаполіса, але його прохання було відхилено, оскільки пріоритетом для есмінців було супроводження транспортів на Окінаву та підбір збитих пілотів під час нальотів B-29 на Японію. Крім того, військово-морське командування припускало, що маршрут Маквея буде безпечним на той час. Багато кораблів, у тому числі більшість есмінців, були оснащені обладнанням для виявлення підводних човнів, але Індіанаполіс не був таким оснащений.
24 липня 1945 року, всього за шість днів до затоплення Індіанаполіса, японські підводні човни атакували есмінець Underhill. Проте Маквей ніколи не був поінформований про цю подію, а також про деякі інші, частково через проблеми секретної розвідки. Маквея попередили про потенційну присутність японських підводних човнів, але не про фактично підтверджену активність.
Хоча близько 380 кораблів ВМС США було втрачено в боях у Другій світовій війні, Маквей був єдиним капітаном, якого судили за втрату свого корабля. Вважалося, що він був фаворитом для військово-морського флоту. Засудження фактично завершило кар'єру Маквея, оскільки він втратив вислугу років, хоча вирок був скасований секретарем Джеймсом Форрестолом через хоробрість Маквея під час затоплення, Маквея нарешті підвищили до контр-адмірала, коли він пішов у відставку з флоту 1949 року.
У своїй книзі «Залиште корабель» автор Річард Ф. Ньюкомб припускає, що адмірал Кінг віддав наказ про військовий трибунал Маквея. За словами батька капітана Маквея III, адмірала Чарльза Б. Маквея-молодшого, «Король ніколи не забував образу». Кінг був молодшим офіцером під командуванням батька Маквея, коли Кінг та інші офіцери брали деяких жінок на борт корабля. За це адмірал Маквей виписав догану Кінгу. «Тепер, — лютував він, — Кінг використав [мого сина], щоб відповісти мені».

## Самогубство
6 листопада 1968 року Маквей покінчив з життям, застреливши себе зі службового пістолету у своєму будинку в Літчфілді, штат Коннектикут, тримаючи в руці іграшкового моряка, якого він отримав як хлопчик за амулет на удачу..  Його знайшов садівник на задньому ґанку. Хоча записки не було залишено, близькі знали Маквея, що він страждав від самотності, особливо після втрати дружини через рак. Маквей також боровся протягом усього свого життя від образливих листів та телефонних дзвінків, які він періодично отримував від вражених горем рідних загиблих членів екіпажу, які служили на борту «Індіанаполіса».

## Виправдання
Багато людей, від сина Маквея Чарльза Маквея IV (1925–2012) до письменника Дена Курцмана, який описав інцидент на «Індіанаполісі» у Fatal Voyage, до членів Конгресу, довго вважали Маквея несправедливо засудженим. Пол Мерфі, президент організації USS Indianapolis Survivors Organization, сказав: «Військово-польовий суд над капітаном Маквеєм мав лише відвернути увагу від жахливих людських жертв, спричинених процедурними помилками, які ніколи не сповіщали нікого про те, що ми зникли безвісти».
Понад п'ятдесят років після інциденту 12-річний студент із Пенсаколи, штат Флорида, Гантер Скотт, зіграв важливу роль у підвищенні обізнаності про судову помилку, здійснену під час військового суду над капітаном. У рамках шкільного проєкту програми Дня національної історії молодий чоловік опитав майже 150 вцілілих після затоплення «Індіанаполіса», та переглянув 800 документів. Його свідчення перед Конгресом США привернули національну увагу до цієї ситуації.
У жовтні 2000 року Конгрес Сполучених Штатів прийняв резолюцію Конгресу Sense of Congress, згідно з якою справа Маквея має відображати, що «він звільнений від відповідальності за втрату USS Indianapolis». Президент Клінтон також підписав резолюцію. Командир Хашимото помер за п'ять днів до виправдання (25 жовтня).
У липні 2001 року міністр ВМС Гордон Р. наказав внести резолюцію «Почуття Конгресу» до офіційного кадрового запису Маквея.

## Нагороди
| Silver Star                                                                 |
| Bronze Star                                                                 |
| Purple Heart                                                                |
| Navy Unit Commendation                                                      |
| Navy Expeditionary Medal                                                    |
| World War I Victory Medal                                                   |
| China Service Medal                                                         |
| American Defense Service Medal with one bronze service star                 |
| American Campaign Medal                                                     |
| European-African-Middle Eastern Campaign Medal with one bronze service star |
| Asiatic-Pacific Campaign Medal with three bronze service stars              |
| World War II Victory Medal                                                  |

## В культурі
Корабель Маквея, але не сам Маквей, згадується в блокбастері 1975 року «Щелепи», в якому персонаж Квінта зображений як той, хто вижив після інциденту.
1978 року події навколо військового суду Маквея були показані драматургом Джоном Б. Ферзаккою у «Невдачі зигзага». Телевізійний фільм 1991 року «Місія акули: Сага про США» Індіанаполіс зображує випробування чоловіків Індіанаполіса під час її останньої подорожі (з Маквеєм у виконанні Стейсі Кіч), а також у фільмі 2016 року USS Indianapolis: Men of Courage (з Маквеєм у ролі Ніколаса Кейджа). Також у 2016 році вийшов фільм USS Indianapolis: The Legacy. Це глибокий фільм, про тих, що вижили, розповідають, що сталося, й наслідки трагічної події.

## Використані джерела
- Шаблон:DANFS

1. ↑  Geni.com — 2006.
2. ↑  Charles Butler McVay III. Naval History and Heritage Command. 11 жовтня 2016. Архів оригіналу за 3 червня 2021. Процитовано 29 червня 2021.
3. ↑  Vincent, Lynn; Vladic, Sara (2018). Indianapolis (вид. 1st). Simon & Schuster. ISBN 978-1501135941.
4. ↑  Researchers Announce Wreckage from USS Indianapolis Located. www.history.navy.mil. Архів оригіналу за 20 серпня 2018. Процитовано 17 липня 2018.
5. ↑  https://www.facebook.com/kristineaguerra. 'We knew the ship was doomed': USS Indianapolis survivor recalls four days in shark-filled sea. Washington Post (англ.). Архів оригіналу за 17 липня 2018. Процитовано 17 липня 2018. {{cite web}}: Зовнішнє посилання в |last= (довідка)
6. ↑  Maier, Timothy W. "For the Good of the Navy" by Maier, Timothy W. – Insight on the News, Vol. 16, Issue 21, June 5, 2000. Архів оригіналу за 27 лютого 2020. Процитовано 20 серпня 2017. [Архівовано 2020-02-27 у Wayback Machine.]
7. ↑  Capt. William J. Toti, USN (Retired). The Legacy of USS Indianapolis. Архів оригіналу за 28 листопада 2015. Процитовано 20 жовтня 2015.
8. ↑  Captain McVay. USS Indianapolis.org. Архів оригіналу за 4 лютого 2009. Процитовано 3 червня 2009. [Архівовано 2009-02-04 у Wayback Machine.]
9. 1 2 3  Stanton, Doug (2003). In Harm's Way: The Sinking of the USS Indianapolis and the Extraordinary Story of Its Survivors. ISBN 0805073663.
10. ↑  USS Indianapolis sinking: 'You could see sharks circling'. BBC News. Архів оригіналу за 18 квітня 2018. Процитовано 20 червня 2018.
11. ↑  Silverstone, Paul H. US Warships of World War II. с. 394—408.
12. ↑  LCdr.C.R. Woodward, USMC (1988). The U.S.S. Indianapolis—Tragedy Amid Triumph. globalsecurity.org. Архів оригіналу за 12 грудня 2008. Процитовано 21 грудня 2008.
13. ↑  The Argus-Press. news.google.com. Архів оригіналу за 27 лютого 2020. Процитовано 20 вересня 2016 — через Google News Archive Search.
14. ↑  Captain, Once a Scapegoat, Is Absolved. The New York Times. Архів оригіналу за 23 серпня 2017. Процитовано 25 серпня 2017.
15. ↑  Newcomb, Richard F. Abandon Ship.
16. ↑  Captain McVay. Архів оригіналу за 4 лютого 2009. Процитовано 3 червня 2009. [Архівовано 2009-02-04 у Wayback Machine.]
17. ↑  Main page. USS Indianapolis Survivors Organization. Архів оригіналу за 30 жовтня 2007. Процитовано 22 жовтня 2007. [Архівовано 2007-10-30 у Wayback Machine.]
18. 1 2  USS Indianapolis CA-35. Архів оригіналу за 18 березня 2015. Процитовано 1 жовтня 2010. [Архівовано 2015-03-18 у Wayback Machine.]
19. ↑  Newspaper article. Detroit News. 23 квітня 1998.
20. ↑  Kakesako, Gregg K. (10 листопада 1997). Navy 'scapegoat' may be absolved. Honolulu Star-Bulletin. Архів оригіналу за 5 березня 2016. Процитовано 31 травня 2017.
21. ↑  Frankston, Janet (20 червня 2006). A duel for the glory of captain's exoneration. The Honolulu Advertiser. Associated Press. Архів оригіналу за 4 березня 2016. Процитовано 31 травня 2017.
22. ↑  Seeking Justice: A Victory in Congress. USS Indianapolis Survivors Organization. Архів оригіналу за 29 жовтня 2007. Процитовано 22 жовтня 2007. [Архівовано 2007-10-29 у Wayback Machine.]
23. ↑  Stout, David (14 July 2001) "Captain, Once a Scapegoat, Is Absolved." The New York Times, New York, NY
24. ↑  England, Gordon R. (11 July 2001), Memorandum for the Chief of Naval Operations from the Secretary of the Navy. Subject: Addition to the Military Personnel Record of Rear Admiral Charles B. McVay, III, USN